# Hate Me Now
Singles de Nas
Nas Is Like In Too Deep
Pistes de I Am...
Small World
Hate Me Now est une chanson de Nas, tirée de l'album I Am.... Ce titre, produit par D-Moet, Pretty Boy et Trackmasters, a été publié en single le 6 avril 1999. Puff Daddy y fait un featuring.

## Synopsis
Le morceau n'est autre qu'une invective adressée, en réponse, sous la forme d'un ego trip, à l'endroit des mauvaises langues et du ressentiment – la haine – dont elles sont amenées à faire preuve à l'égard de certains rappeurs à succès. L'accent est mis sur l'outrance, la démesure et l'excès, du sample utilisé aux paroles sans oublier la présence de Puff Daddy, à savoir le rappeur le plus contesté de la scène hip-hop.
Pour la petite histoire, Nas confessera avoir invité Puff Daddy sur le morceau en raison de son faible pour le morceau Victory sorti en 1997 par ce dernier, morceau qui contiendrait le dernier texte jamais enregistré par The Notorious B.I.G. avant son assassinat.

## Sample
Hate Me Now contient un sample d'O Fortuna de Carl Orff.

## Distinction
Ce titre a été nommé pour les MTV Video Music Awards 1999 dans la catégorie « Meilleure vidéo rap ».